# ویکتور لئونکو

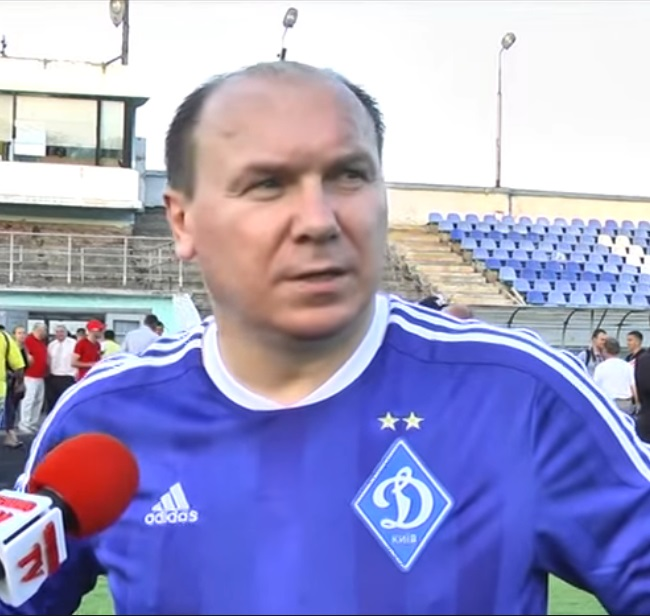
ویکتور لئونکو در سال ۲۰۱۳

ویکتور لئونکو (اوکراینی: Ві́ктор Євге́нович Лео́ненко؛ زادهٔ ۵ اکتبر ۱۹۶۹) بازیکن فوتبال اهل اتحاد جماهیر شوروی سوسیالیستی است.
از باشگاه‌هایی که در آن بازی کرده‌است می‌توان به باشگاه فوتبال آرسنال کی‌یف، باشگاه فوتبال تیومن، باشگاه فوتبال دینامو مسکو، باشگاه فوتبال دینامو کی‌یف، و باشگاه فوتبال اوورلا اوژهورود اشاره کرد.
وی همچنین در تیم ملی فوتبال اوکراین بازی کرده‌است.